# (73296) 2002 JY67
(73296) 2002 JY67 – planetoida z pasa głównego asteroid okrążająca Słońce w ciągu 5,49 lat w średniej odległości 3,11 j.a. Odkryta 12 maja 2002 roku.